# Baggensfjärden
Baggensfjärden est un fjärd situé dans l'archipel de Stockholm en  Suède.

## Présentation
Baggensfjärden est situé entre Boo, Ingarö et Saltsjöbaden.
Baggensfjärden fait partie de la voie navigable allant de Nämdöfjärden à Baggensstäket, qui, en passant par Skurusundet, mène à Stockholm.
Parmi les îles de la baie, on remarque Bergholmen habitée au nord-ouest à l'extérieur de Gustavsvik, Sumpholmen au sud-ouest à l'extérieur de Baggensudden et Restaurangholmen à proximité du Grand Hôtel Saltsjöbaden (sv).
À l'extrémité nord de la baie se trouve Kilsviken. 
Au nord-est, Farstaviken mène vers Gustavsberg.
La Länsväg 222 traverse Kilsviken et Farstaviken par les ponts Kilsbron et Farstabron respectivement. 
A l'est, la voie navigable Kolström mène au nord d'Ingarö en direction de Grisslingefjärden. 
Au sud se trouve Älgö et au-delà Bergvikfjärd et Ägnöfjärden.
Baggensfjärden est désormais utilisé pour les compétitions de voile.
À l'extrémité du Saltsjöbanan (sv), à la gare de Saltsjöbaden, le club de voile est situé au Baggensfjärden. 
Sur les rive de Baggensfjärden se trouve aussi la jetée de Dalarö pour les compagnies maritimes qui opèrent dans l'archipel de Stockholm.

## Galerie

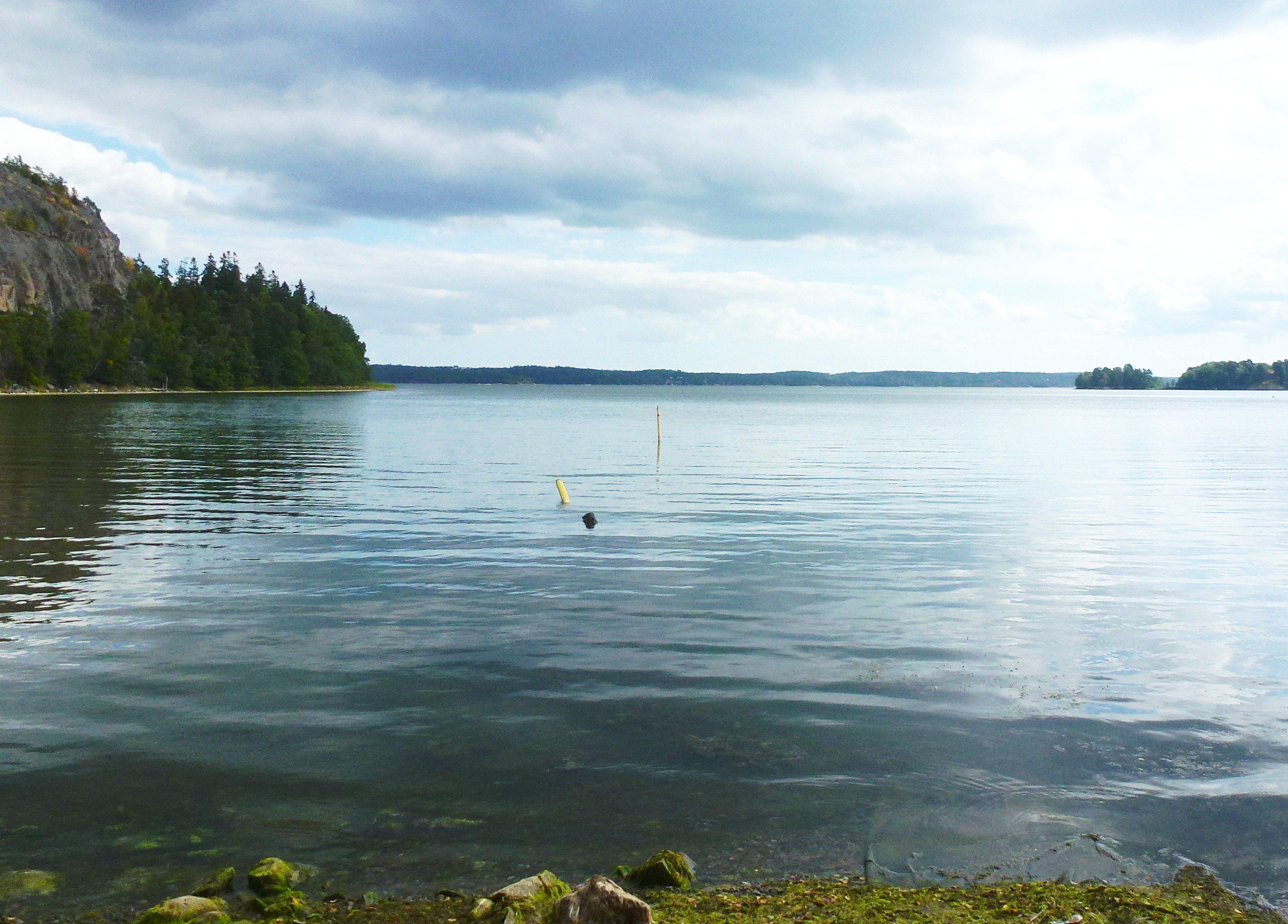
Vue depuis Kilsviken vers le sud
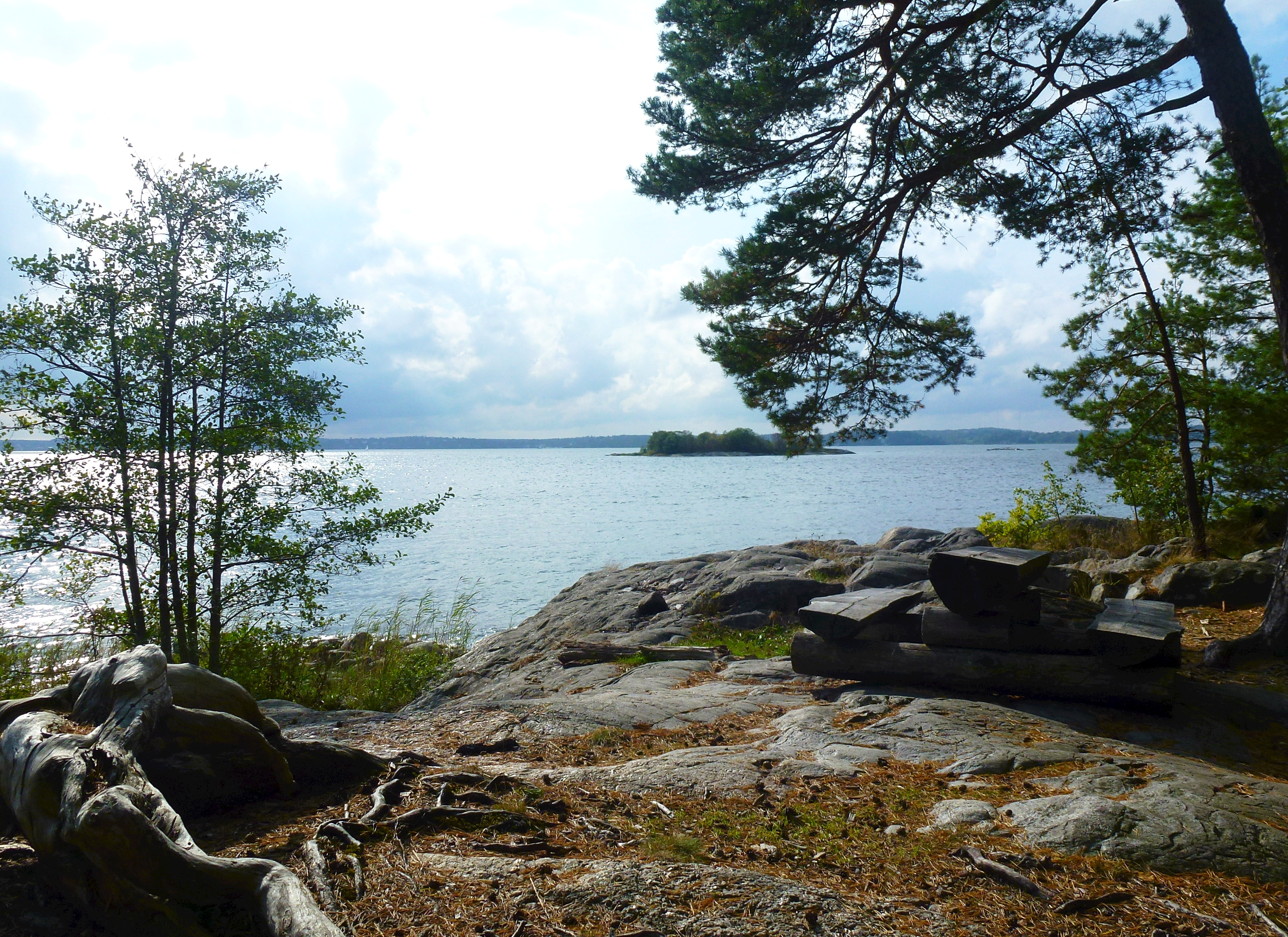
Vue depuis Värmdö vers le sud-ouest
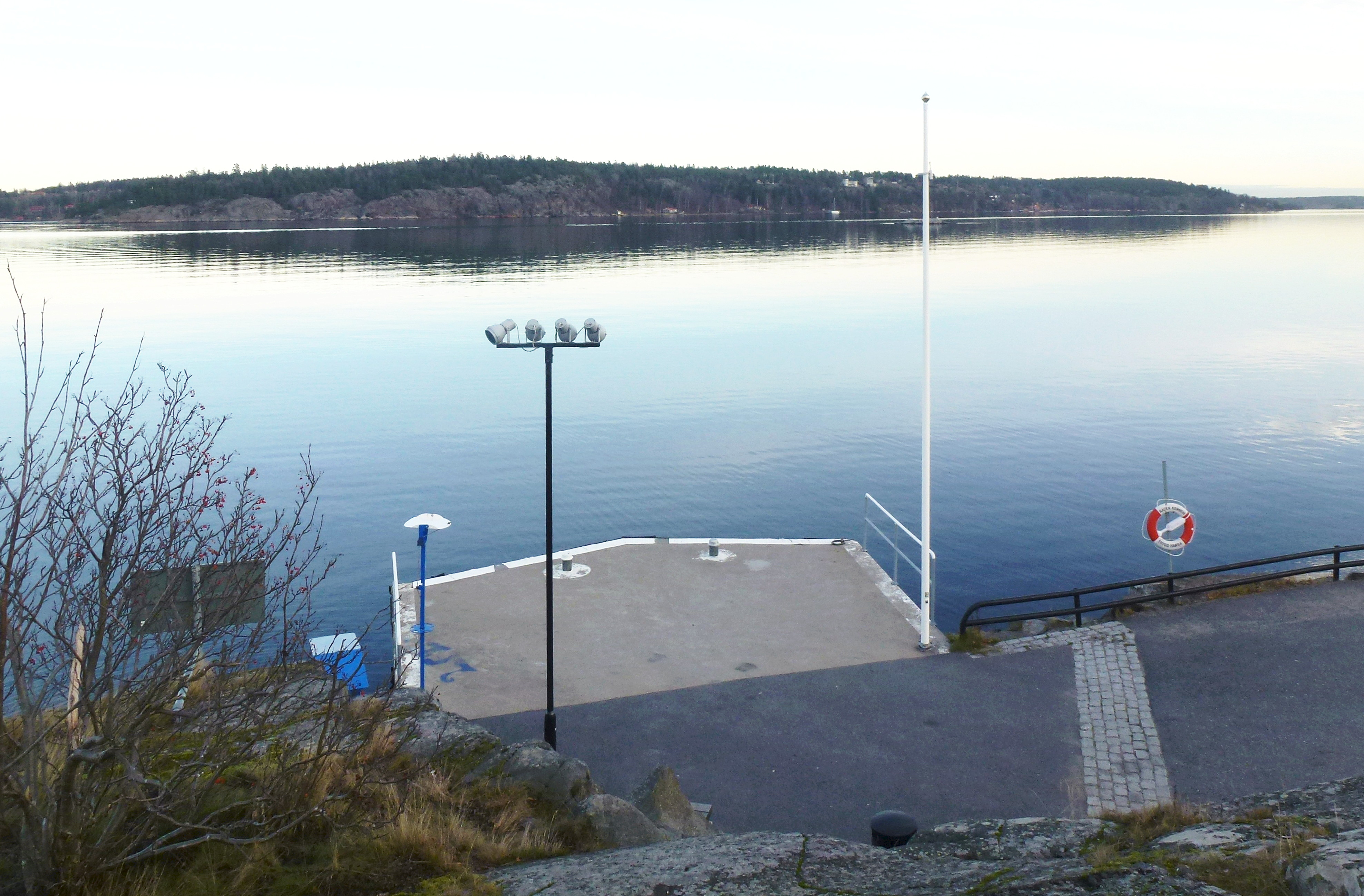
Vue depuis la jetée de Dalarö
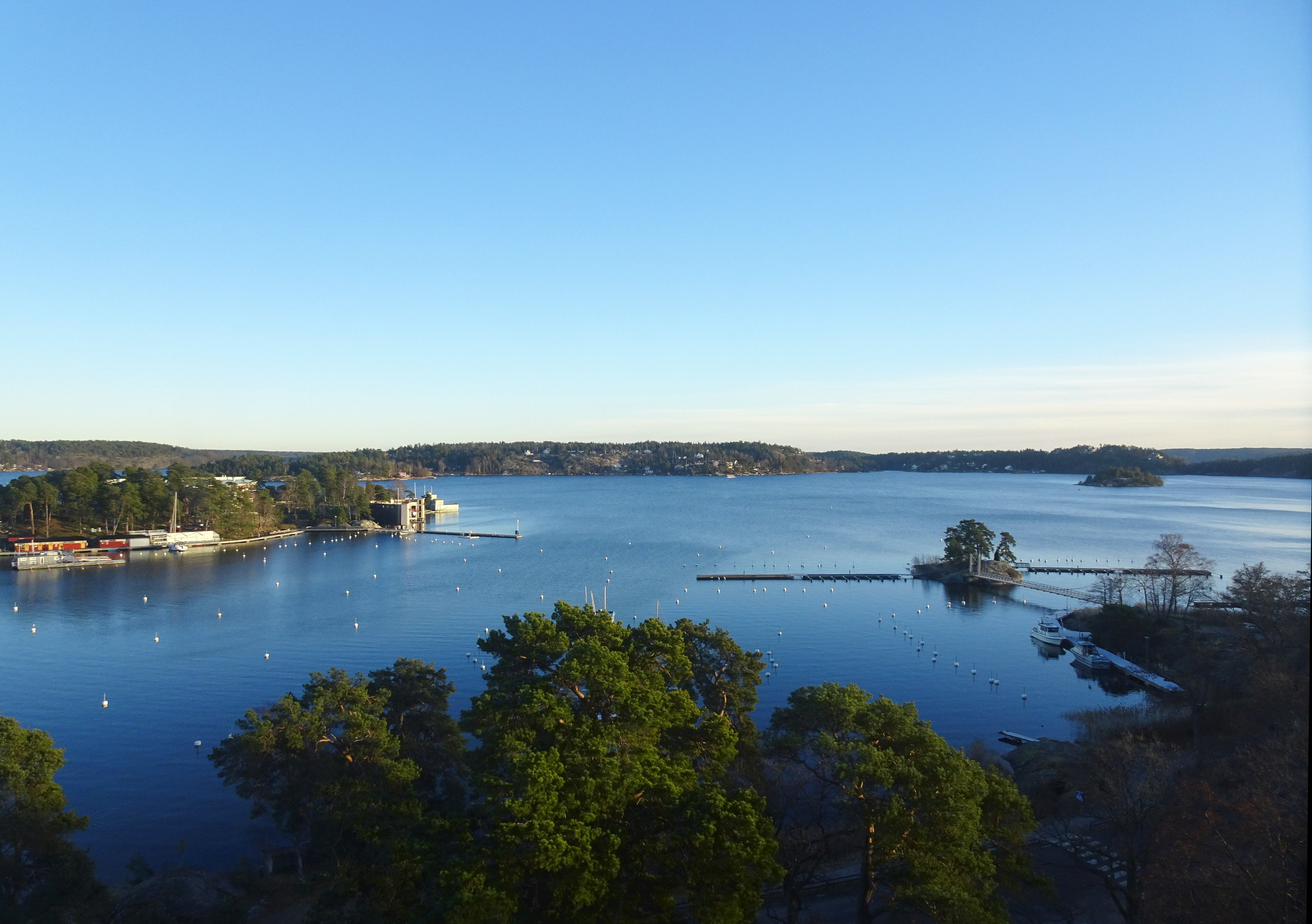
Vue de Grünewaldvillan.
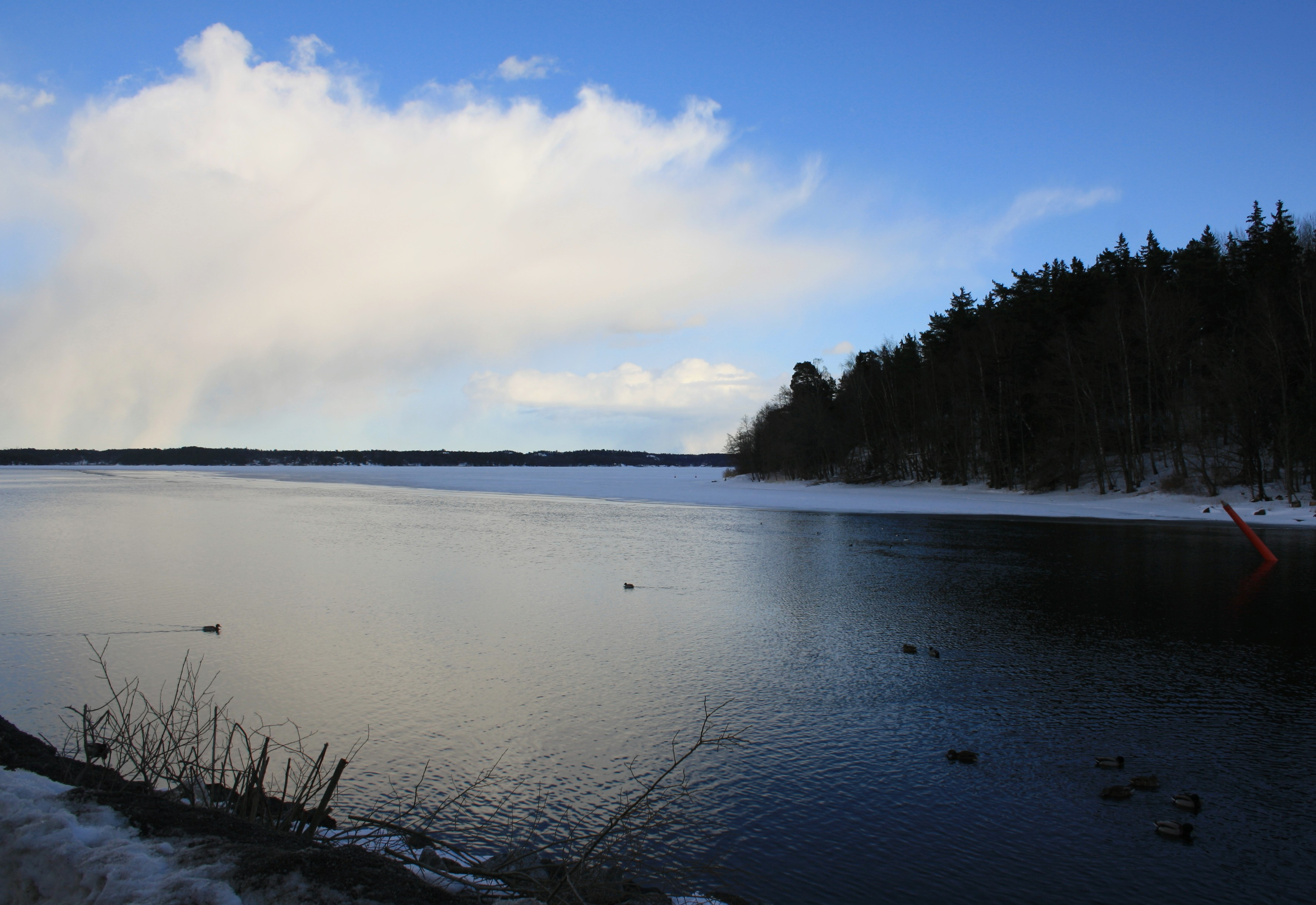
Vue depuis Boo vers le sud-est.